# Стінки (заказник)
Стінки — ентомологічний заказник місцевого значення. Об'єкт розташований на території Петропавлівської сільської громади Куп'янського району Харківської області, біля села Петропавлівка.
Площа — 7 га, статус отриманий у 1984 році.
Охороняється ділянка цілинної степової рослинності у балці, що впадає в річку Гнилиця.
Тут мешкають рідкісні види комах: дибка степова, красотіл степовий, богомол звичайний, махаон, мереживниця Галатея, сколія степова, вусач-коренеїд хрестоносець, рофітоїдес сірий, мелітурга булавовуса, джмелі моховий, глинистий, кам'яний, більшість яких занесені до Червоної книги України.